# Kite Pharma
Kite Pharma ist ein US-amerikanisches, biopharmazeutisches Arzneimittel-Unternehmen, das sich mit der Entwicklung innovativer Krebs-Immuntherapien (u. a. CAR-T-Zell-Therapie) beschäftigt. Erstes in den USA und der EU zugelassenes Produkt aus dem Bereich der Gentherapie: Axicabtagen Ciloleucel (Handelsname: Yescarta).
Im Oktober 2017 gab Gilead Sciences bekannt, Kite Pharma für knapp 12 Milliarden US-Dollar übernommen zu haben.
Kite hat seinen Hauptsitz in Santa Monica, Kalifornien. Die europäischen Niederlassungen befinden sich in einem Gewerbepark in Heathrow bei London und Amsterdam.

## Unternehmenshintergrund
Das Unternehmen konzentriert sich auf Zelltherapien mit chimären Antigenrezeptoren (CAR) und T-Zellrezeptoren (TCR), die darauf abzielen, die Fähigkeit des Immunsystems zur Erkennung und Abtötung von Tumoren zu stärken. Kite entwickelt künstliche Zelltherapien, die je nach Krebsart entweder einen chimären Antigenrezeptor (CAR) oder einen T-Zell-Rezeptor (TCR) exprimieren. Kites Plattform hat das Potenzial, sowohl hämatologische als auch solide Tumorkrebsformen zu bekämpfen.

## Produkte
- Axicabtagen Ciloleucel (Yescarta) wurde im Oktober 2017 von der amerikanischen Zulassungsbehörde FDA zur Behandlung von Patienten mit rezidiviertem oder refraktärem aggressiven Non-Hodgkin-Lymphom zugelassen, die für eine autologe Stammzelltransplantation nicht in Frage kommen.[7]  Im August 2018 erfolgte die Europäische Zulassung.[8][9]
- Kite und Gilead Sciences haben zahlreiche Produktkandidaten in der Pipeline. Zu den Indikationsgebieten zählen virale Erkrankungen (z. B. AIDS, Ebola etc.), entzündliche Erkrankungen (Rheumatoide Arthritis, Colitis ulcerosa, Morbus Crohn etc.) und verschiedene Krebsarten.[10]
- Brexucabtagen autoleucel (Tecartus)

## Kooperationen
- Im April 2020 kündigen Gilead Sciences, Kite und oNKo-innate eine Forschungskooperation zur Entdeckung von Krebs-Immuntherapien mit Schwerpunkt auf natürlichen Killerzellen (NK) an.[11]
- Kite und das US-amerikanische Pharmaunternehmen Amgen kooperieren in der Erforschung und Entwicklung neuer CAR-T-Zell-Therapien.[12]
- Kite und das chinesische Pharmaunternehmen Fosun Pharma gründeten Fosun Kite, ein Joint Venture zur Entwicklung, Herstellung und Vermarktung von Axicabtagen-Ciloleucel in China – mit der Option, weitere Produkte aufzunehmen, darunter zwei TCR-Produktkandidaten von Kite.[12]